# Comunidor de Sant Esteve de la Costa
El Comunidor de Sant Esteve de la Costa és una obra de Fogars de Montclús (Vallès Oriental) inclosa a l'Inventari del Patrimoni Arquitectònic de Catalunya.

## Descripció
El comunidor està formada per una torre quadrada en la qual hi ha quatre pilars que sostenen la teulada que resguarda el perdó sobre el qual s'hi col·loca la creu.

## Història
Aquest comunidor el trobem a poca distància de l'església de Sant Esteve de la Costa, uns 10m. L'any 1769, es feren obres de restauració i al 1778 fou construït el pedró del mig. És un lloc destinat a beneir el temps, d'exorcitzar les tempestes i beneir el terme. En una època, l'ajuntament hi tingué les seves sessions.